# Gefecht bei Wysoka
Das Gefecht bei Wysoka (tschechisch bitva na Chváleňáku) fand in der Nacht vom 6. zum 7. November 1436 zwischen einem kaiserlichen Heer und den Truppen der hussitischen Stadt Königgrätz bei Wysoka in Böhmen statt. Dabei überfielen die Königgrätzer Söldner unter dem Hauptmann Zdislav Mnich von Roudnice die Angreifer im Schutze der Dunkelheit.

## Hergang
Im November 1436 ließ Kaiser Sigismund die Stadt Königgrätz – ein Zentrum der Sirotci – angreifen, um Ambrož Hradecký zu unterwerfen. Das kaiserliche Heer rückte von zwei Seiten auf die Stadt zu. Aus südwestlicher Richtung kamen die Truppen unter Führung von Diviš Bořek von Miletínek, von Süden die unter dem Kommando von Wilhelm Kostka von Postupitz und Jan Pardus von Vratkov. Bořeks Truppen schlugen am 6. November ihr Lager in einer Stunde Entfernung von Königgrätz in Plačice auf; Kostka und Pardus lagerten zwischen dem Malý Chválenský kopec und dem Velký Chválenský kopec bei Wysoka. Bei Einbruch der Dämmerung am 6. November verließ der Königgrätzer Hauptmann Zdislav Mnich von Roudnice mit seinem Fußvolk die Stadt.
Die Königgrätzer Söldner überfielen zunächst das Lager von Diviš Bořek von Miletínek, zündeten es an und zerschlugen die Wagen. Diviš flüchtete mit seinen Leuten auf die Kunburg.
Der Überfall auf das Lager von Kostka und Pardus gelang ebenso überraschend. Wilhelm Kostka von Postupitz und zahlreiche seiner Leute wurden am 7. November in ihren Zelten auf dem Nachtlager erschlagen, die restliche Truppe auf dem Malý Chválenský kopec versprengt. Dabei wurden 108 Mann getötet sowie 300 Gefangene und reiche Beute nach Königgrätz verschleppt.
Auf dem heute als Hřbitůvek bezeichneten Schlachtfeld östlich der Straße nach Hradec Králové wurden im Bach ein dünnes Schwert von 1 m Länge, Reste von Rüstungen und Hufeisen sowie einige Silbermünzen aufgefunden.